# Olivier Deman
Olivier Deman, né le 6 avril 2000 à Anvers en Belgique, est un footballeur international belge qui joue au poste de défenseur au Werder Brême.

## Biographie

### En club

#### Cercle Bruges KSV
Né à Anvers en Belgique, Olivier Deman commence le football à l'âge de sept ans au FC Knokke avant d'être repéré par le Cercle Bruges, qu'il rejoint en 2007. Il fait un passage chez le rival du Club Bruges avant de revenir au Cercle Bruges. 
Il joue son premier match en professionnel le 10 mars 2019, face au Standard de Liège, lors d'une rencontre de Jupiler Pro League. Il entre en jeu à la place d'Adama Traoré et son équipe s'incline par deux buts à un,. Lors de ce même mois de mars, il prolonge d'un an avec son club formateur.
Deman inscrit son premier but en professionnel le 9 février 2021, lors d'une rencontre de coupe de Belgique contre le KV Ostende. Il est titularisé et marque le but égalisateur de son équipe, qui l'emporte finalement (3-1 score final). Le 16 mars 2021, Olivier Deman prolonge son contrat avec le Cercle Bruges jusqu'en juin 2023.

#### Werder Brême
Le 31 août 2023, Oliver Deman rejoint l'Allemagne afin de s'engager en faveur du Werder Brême.
Deman inscrit son premier but pour le Werder lors de sa troisième apparition pour le club, le 1er octobre 2023, lors d'une rencontre de championnat face au SV Darmstadt 98. Titularisé, il ne peut empêcher la défaite de son équipe malgré son but (4-2 score final),.

#### Royal Antwerp
Le 6 janvier 2025, Olivier Deman retrouve la Belgique en signant avec le Royal Antwerp FC sous la forme d'un prêt jusqu'à la fin de la saison,.

### En sélections nationales
Le 12 novembre 2021, il joue son premier match avec l'équipe de Belgique espoirs, à l'occasion d'une rencontre face à la Turquie. Il entre en jeu à la place de Yari Verschaeren, et son équipe s'impose par deux buts à zéro. Le 23 septembre 2022, Deman inscrit son premier but avec les espoirs, face aux Pays-Bas. Son équipe s'incline toutefois par deux buts à un.
Olivier Deman est convoqué pour la première fois avec l'équipe nationale de Belgique par le sélectionneur Domenico Tedesco le 6 juin 2023, pour des matchs comptant pour les éliminatoires de l'Euro 2024. Il fait partie des surprises de cette sélection. Il honore sa première sélection lors de ce rassemblement, le 20 juin 2023, contre l'Estonie. Il entre en jeu et les Belges s'imposent par trois buts à zéro,.

## Statistiques

### En club
| Saison                | Club                    | Championnat           | Championnat | Championnat | Championnat | Coupe(s) nationale(s) | Coupe(s) nationale(s) | Coupe(s) nationale(s) | Autres compétitions | Autres compétitions | Autres compétitions | Autres compétitions | Total | Total | Total |
| Saison                | Club                    | Division              | M.          | B.          | P.d.        | M.                    | B.                    | P.d.                  | Comp.               | M.                  | B.                  | P.d.                | M.    | B.    | P.d.  |
| 2018-2019             | Cercle Bruges KSV       | Division 1A           | 1           | 0           | 0           | 0                     | 0                     | 0                     | PO2                 | 0                   | 0                   | 0                   | 1     | 0     | 0     |
| 2019-2020             | Cercle Bruges KSV       | Division 1A           | 3           | 0           | 0           | -                     | -                     | -                     | -                   | -                   | -                   | -                   | 3     | 0     | 0     |
| 2020-2021             | Cercle Bruges KSV       | Division 1A           | 9           | 0           | 0           | 3                     | 1                     | 2                     | -                   | -                   | -                   | -                   | 12    | 1     | 2     |
| 2021-2022             | Cercle Bruges KSV       | Division 1A           | 32          | 2           | 2           | 2                     | 0                     | 0                     | -                   | -                   | -                   | -                   | 34    | 2     | 2     |
| 2022-2023             | Cercle Bruges KSV       | Division 1A           | 30          | 1           | 5           | 2                     | 0                     | 0                     | PO2                 | 6                   | 0                   | 2                   | 38    | 1     | 7     |
| 2023-2024             | Cercle Bruges KSV       | Division 1A           | 5           | 0           | 0           | -                     | -                     | -                     | -                   | -                   | -                   | -                   | 5     | 0     | 0     |
| Sous-total            | Sous-total              | Sous-total            | 80          | 3           | 7           | 7                     | 1                     | 2                     | -                   | 6                   | 0                   | 2                   | 93    | 4     | 11    |
| 2023-2024             | Werder Brême            | Bundesliga            | 28          | 2           | 1           | -                     | -                     | -                     | -                   | -                   | -                   | -                   | 28    | 2     | 1     |
| 2024-2025             | Werder Brême            | Bundesliga            | 9           | 0           | 0           | 2                     | 0                     | 0                     | -                   | -                   | -                   | -                   | 11    | 0     | 0     |
| 2025-2026             | Werder Brême            | Bundesliga            | -           | -           | -           | 1                     | 0                     | 0                     | -                   | -                   | -                   | -                   | 1     | 0     | 0     |
| Sous-total            | Sous-total              | Sous-total            | 37          | 2           | 1           | 3                     | 0                     | 0                     | -                   | -                   | -                   | -                   | 40    | 2     | 1     |
| 2024-2025             | Royal Antwerp FC (prêt) | Division 1A           | 10          | 0           | 0           | 3                     | 0                     | 1                     | PO1+BE              | 9+1                 | 0+0                 | 0+0                 | 23    | 0     | 1     |
| Total sur la carrière | Total sur la carrière   | Total sur la carrière | 127         | 5           | 8           | 13                    | 1                     | 3                     | -                   | 16                  | 0                   | 2                   | 156   | 6     | 13    |

### En sélections nationales
| Saison                | Sélection             | Phases finales        | Phases finales | Phases finales | Phases finales | Éliminatoires CDM | Éliminatoires CDM | Éliminatoires CDM | Éliminatoires EURO | Éliminatoires EURO | Éliminatoires EURO | Ligue des Nations | Ligue des Nations | Ligue des Nations | Matchs amicaux | Matchs amicaux | Matchs amicaux | Total | Total | Total |
| Saison                | Sélection             | Compétition           | M              | B              | Pd             | M                 | B                 | Pd                | M                  | B                  | Pd                 | M                 | B                 | Pd                | M              | B              | Pd             | M     | B     | Pd    |
| --------------------- | --------------------- | --------------------- | -------------- | -------------- | -------------- | ----------------- | ----------------- | ----------------- | ------------------ | ------------------ | ------------------ | ----------------- | ----------------- | ----------------- | -------------- | -------------- | -------------- | ----- | ----- | ----- |
| 2022-2023             | Belgique              | -                     | -              | -              | -              | -                 | -                 | -                 | 1                  | 0                  | 0                  | -                 | -                 | -                 | -              | -              | -              | 1     | 0     | 0     |
| 2023-2024             | Belgique              | -                     | -              | -              | -              | -                 | -                 | -                 | 0                  | 0                  | 0                  | -                 | -                 | -                 | 2              | 0              | 0              | 2     | 0     | 0     |
| Total sur la carrière | Total sur la carrière | Total sur la carrière | -              | -              | -              | -                 | -                 | -                 | 1                  | 0                  | 0                  | -                 | -                 | -                 | 2              | 0              | 0              | 3     | 0     | 0     |

### Matchs internationaux
| Matchs internationaux d'Olivier Deman | Matchs internationaux d'Olivier Deman | Matchs internationaux d'Olivier Deman | Matchs internationaux d'Olivier Deman | Matchs internationaux d'Olivier Deman | Matchs internationaux d'Olivier Deman | Matchs internationaux d'Olivier Deman | Matchs internationaux d'Olivier Deman                            |
| #                                     | Date                                  | Lieu                                  | Adversaire                            | Résultat                              | Compétition                           | Club                                  | Notes                                                            |
| ------------------------------------- | ------------------------------------- | ------------------------------------- | ------------------------------------- | ------------------------------------- | ------------------------------------- | ------------------------------------- | ---------------------------------------------------------------- |
| 1                                     | 20 juin 2023                          | A. Le Coq Arena, Tallinn, Estonie     | Estonie                               | V 3 - 0                               | Éliminatoires de l'Euro 2024          | Cercle Bruges KSV                     | Entre en jeu à la place de Arthur Theate à la 88e minute de jeu. |
| 2                                     | 15 novembre 2023                      | Stade Den Dreef, Louvain, Belgique    | Serbie                                | V 1 - 0                               | Match amical                          | Werder Brême                          | Titulaire, remplacé par Timothy Castagne à la 77e minute.        |
| 3                                     | 23 mars 2024                          | Aviva Stadium, Dublin, Irlande        | République d'Irlande                  | N 0 - 0                               | Match amical                          | Werder Brême                          | Titulaire.                                                       |